# Ливийско-украинские отношения
Ливийско-украинские отношения — двусторонние дипломатические отношения между Ливией и Украиной, установленные 17 марта 1992 года. 

## История
Отношения между Украиной и Ливией начались в период входа первой в состав Советского Союза, когда советские украинские специалисты работали над всеми видами гражданских и военных объектов, а ливийские студенты учились в образовательных учреждениях УССР. Правительство Ливии одно из первых признало независимость Украины (24 декабря 1991),  а 17 марта 1992 года были установлены дипломатические отношения. Посольство Ливии на Украине функционирует с 1993,. С 1999 года функционирует посольство Украины в Ливии. Из-за обострения конфликта в Ливии, было принято решения эвакуировать посольство в Тунис. После свержения режима Муаммара Каддафи в 2011 году в стране ведётся постоянный военный конфликт.

#### Политические контакты
- 2003 — государственный визит в Ливию Президента Украины.
- 2004 — визит на Украину Секретаря Высшего народного комитета (премьер-министра) Ливии.
- 2005 — визит на Украину заместителя Секретаря Высшего народного комитета (вице-премьер-министра) Ливии.
- 2008 — официальный визит в Ливию Президента Украины.
- 2008 — государственный визит на Украину главы Ливии Муаммара Каддафи.
- 2009 — два официальных визита в Ливию Премьер-министра Украины.
- 2009 — четвёртое заседание Межправительственной украинского-ливийской двусторонней комиссии по сотрудничеству в Киеве.
- 2010 — встреча Министра иностранных дел Украины с Секретарем Главного народного комитета (министром) внешним связям и международному сотрудничеству Ливии в рамках общеполитических дебатов 65-й сессии Генеральной Ассамблеи ООН в Нью-Йорке.
- 2010 — официальный визит Премьер-министра Украины в Ливию по случаю проведения пятого совместного заседания Межправительственной украинского-ливийской двусторонней комиссии по сотрудничеству.
- 2011 — встреча Президента Украины с Председателем Национального переходного совета Ливии в рамках Встречи высокого уровня по Ливии в ходе 66-й сессии ГА ООН в Нью-Йорке.
- 2012 и 2013 — встречи министров иностранных дел в рамках сессий ГА ООН в Нью-Йорке.
- 2013 — рабочий визит в Ливию Вице-премьер-министра Украины.
- 11 октября 2015 — телефонный разговор Министра иностранных дел Украины с Министром иностранных дел Ливии.
- 10 декабря 2018 — украинско-ливийские консульские консультации в г. Киев.
- 23 апреля 2020 — телефонный разговор Министра иностранных дел Украины с Министром иностранных дел Ливии.

## Поддержка территориальный ценностей Украины
- Делегация Ливии проголосовала за резолюцию ГА ООН «Территориальная целостность Украины» 27 марта 2014
- Позиция Ливии во время голосования в 2018 и в 2019 в рамках ГА ООН по таким проектов резолюций:

— «Ситуация с правами человека в Автономной Республике Крым и городе Севастополь (Украина)» — воздержалась (в 2018 — воздержалась)
— «Проблема милитаризации Автономной Республики Крым и г.. Севастополь (Украина), а также частей Чёрного и Азовского морей» — воздержалась (в 2018 — не участвовала в голосовании).
- В сентябре 2019 Ливия воздержалась при голосовании по вопросу включения пункта «Ситуация на временно оккупированных территориях Украины» в повестку дня 74-й сессии ГА ООН.

## Договорная база
Между Украиной и Ливией действует 34 документа, ориентированные на экономическую сферу.
Ключевые документы: Соглашение о торгово-экономическом сотрудничестве, Соглашение о содействии и взаимной защите инвестиций, Соглашение о военно-техническом сотрудничестве, Соглашение о взаимном признании документов об образовании и ученых степенях, Соглашение о сотрудничестве в сфере науки и технологий, соглашение о сотрудничестве в сфере труда и трудоустройства, Консульская конвенция.

## Торговля
В 2018 украинский экспорт в Ливию увеличился на 45 % по сравнению с аналогичным периодом 2017 года и составил почти 291 млн долл. США (зерновые культуры — 80 %, черные металлы — 15 %).
Торговля товарами и услугами в 2019 году между Украиной и Ливией составляла 324 530 000 долл. США.
Двусторонний товарооборот в 2019 году. Составил 320,0 млн долл. США (украинский экспорт уменьшился на 8,1 % по сравнению с 2018. И составил 316 900 000 долл. США, импорт из Ливии составил 3100000 долл. США).
Двусторонняя торговля услугами в 2019 году. Составила 4530000 долл. США, из которых украинский экспорт составил 4.320.000 долл. США (+ 139,7 %), импорт из Ливии — 0210000 долл. США (+ 30,2 %).
Двусторонний товарооборот в январе 2020 состоял исключительно из украинского экспорта и составил 21.500.000 долл. США.

## Культурно-гуманитарное сотрудничество
По информации Министерства образования Украины, по состоянию на 2019—2020 учебный год на Украине обучалось 742 ливийских студентов. В 2019 Посольством Украины в Тунисе было оформлено 224 визы для обучения на Украине, в 2018—321 виза, в 2017—270 виз. Ливийским больным в 2019 году было выдано 1152 виз.
В Ливии работают по частным контрактам около 1000 граждан Украины. Почти все из них задействованы в медицинской сфере.